# Élodie Vignon
Élodie Vignon (* 11. Oktober 1984 in Lyon) ist eine französische Pianistin.

## Leben und Studium
Élodie Vignon begann mit vier Jahren, Klavier zu spielen. Sie begann ihr Studium am Konservatorium in Lyon im Alter von sieben Jahren und erreichte 2011 ihre „Médaille d’Or“ in der Klasse von Hervé Billaut.
Im Jahr 2004 wurde sie in die Klasse von Daniel Blumenthal am Koninklijk Konservatorium Brüssel eingeladen. Sie zog nach Belgien um und schloss die beiden Masterstudiengänge Klavier und Kammermusik mit Auszeichnung ab.
Sie studierte auch bei Nelson Delle-Vigne Fabbri. Zu Beginn ihrer Karriere wurde Élodie Vignon zu verschiedenen Festivals und Konzertorten in Europa und den USA eingeladen. Seit 2010 ist sie Artist in Residence bei der Fondation Bell’Arte in Brüssel.

## Künstlerische Aktivitäten
In Europa hat Élodie Vignon häufige Auftritte in Belgien (Brüssel, Gent, Kortrijk, Anvers, Turnhout, Hasselt etc.), Frankreich (Lyon, Paris, Vézelay, Dijon, Batz-sur-mer etc.), Luxemburg, Italien (Anghiari, Bari, Brescia) und Spanien (Pycanya, Valldemossa) sowie auf Madeira und in Litauen.
In Belgien trat Vignon mehrere Male mit dem Amon Quartet und dem Coryfeye Quartet auf. Sie arbeitet häufig mit der Altistin Sarah Laulan und dem polnischen Cellisten Kacper Nowak zusammen. Der belgische Pianist Julien Libeer ist ebenfalls ein häufiger Duopartner auf der Bühne. Zwischen 2010 und 2017 war Élodie Vignon eine der Künstler und Künstlerinnen beim EuropArt Festival. Als Solistin gab sie unter verschiedenen Dirigenten Konzerte. Dazu gehört auch Philippe Entremont, mit dem sie besonders eng zusammengearbeitet hat. In den USA ist sie ein häufiger Gast bei der Chopin Society in Atlanta.
Im Jahr 2018 wurde sie nach Manila auf die Philippinen eingeladen, um dort während der Meisterklasse des International Piano Festival of Manila aufzutreten und zu lehren.

## Diskographie
Im März 2018 veröffentlichte Vignon ihr erstes Album bei Cypres Records. Die CD enthält die Zwölf Etüden für Klavier von Claude Debussy sowie die Gedichte „twelve studious boxes“, die sie bei dem belgischen Poeten Lucien Noullez in Auftrag gab. In Europa erhielt die Platte vier Sterne im französischen Magazin „Classica“. Die deutsche Zeitschrift „Pianist“ stellte Vignon als eine der besten Interpreten Debussys vor. Im Jahr 2018 ging sie mit dem Repertoire auf Tour durch Europa und gab Konzerte in Frankreich, Belgien, Luxemburg, Italien und Spanien. Sie trat mit dem Programm aber auch in den USA und Kanada auf. So war sie in North Carolina, in der Steinway Hall in New York City und in der Christ Church Cathedral in Montreal zu hören.
Im Sommer 2018 arbeitete Vignon mit der Sopranistin Clara Inglese für eine Aufnahme im März 2019 zusammen. Das Album beschäftigt sich mit der Figur der Ophelia in der Musikliteratur und enthält auch eine Komposition von Benoît Mernier, die für Clara Inglese, Élodie Vignon und Cellist Sébastien Walnier geschrieben wurde.
Aktuell bereitet Élodie Vignon ihr zweites Album mit der Klaviersonate sowie den drei Preludien von Henri Dutilleux vor. Daneben wird auch eine Komposition von Claude Ledoux stehen, der sein Stück speziell für Vignon schrieb. Am 14. Februar 2020 erscheint die CD bei Cypres Records, am gleichen Tag gibt Élodie Vignon auch ein Konzert beim Flagey Piano Days Festival.